# Ноцицептор
Ноцицепторите са свободни нервни окончания, които могат да приемат механични, топлинни и химични стимули. Откриват се в кожата, надкостницата и вътрешните повърхности. Телата на невроните са извън гръбначния стълб в дорзалните и тригеминалните ганглии.

## Функции
Ноцицепторите не се адаптират, а в някои случаи се наблюдава и сенситизация (хипералгезия). Съществуват два пътя, по които информацията от болковите рецептори достига до ЦНС.
Внезапните и силни дразнения се предават до гръбначния мозък по миелинови Аδ неврони, предаващи сигнала със скорост от 20 m/s, докато усещането за бавната болка се предава чрез тънки амиелинови влакна от тип С, със скорост от едва 2 m/s. Обикновено в задните коренчета на гръбначния мозък се формират синапси със следващите нервни влакна, като се осъществява прекръстосване – влакната от дясната половина на тялото преминават в лявата половина на гръбначния мозък и обратно. Информацията за болката достига до таламуса по два пътя – нов и стар. Аδ-невроните формират синаптични контакти с дендритите на невроните от новия път, които достигат директно до таламуса. С-невроните образуват синапси с влакната от стария път, който преминава през продълговатия мозък, моста и тогава достига таламуса.
Информацията частично се преработва в таламуса, след което достига до съответни интеграционни центрове в кората на главния мозък. Там също се извършва преработка на постъпилата информация, след което се изпращат еферентни импулси, повлияващи усещането за болка.
Невромедиаторът, който отделят в синаптичните цепки невроните на двата пътя в гръбначния мозък, е глутамат. Глутаматът е възбуждащ медиатор.
Тялото има ендогенна система за редуциране на усещането за болка. Такава система има както в ЦНС, така и в периферните рецептори и действа като отделя т.нар. ендогенни опиати, напр. ендорфини.

## Разпространение
Ноцирецепторите се описани и при други групи животни освен бозайниците, като риби  различни безгръбначни, в това число и пиявици, нематоди, морски плужеци, и винени мушици. Въпреки че тези неврони могат да имат различни пътища и връзки с централната нервна система, отколкото ноцицепторите при бозайниците, тези неврони в не-бозайници често се възбуждат в отговор на подобни стимули като при бозайници, като висока температура (40 градуса по Целзий или повече), ниско рН, капсаицин, както и увреждане на тъканите.